# Theridion macropora
Espèce
Synonymes
- Theridion fruticum Tang, Yin & Peng, 2005 nec Simon, 1890
- Theridion shimenensis Zhang & Zhu, 2007

Theridion macropora est une espèce d'araignées aranéomorphes de la famille des Theridiidae.

## Distribution
Cette espèce est endémique du Ningxia en Chine,.

## Publications originales
- Tang, Yin & Peng, 2006 : A new name of Theridion fruticum Tang, Yin et Peng, 2005 (Araneae, Theridiidae). Acta Zootaxonomica Sinica, vol. 31, p. 922.
- Tang, Yin & Peng, 2005 : Two new species of the genus Theridion from Hunan province, China (Araneae, Theridiidae). Acta Zootaxonomica Sinica, vol. 30, p. 524-526.